# 巴特利特灣
巴特利特灣（英語：Bartlett Inlet），是南極洲的海灣，位於瑪麗伯德地的愛德華七世地北岸，處於科貝克角以東，寬30公里，美國地質調查局根據測量和該國海軍的空中照片繪入地圖，現時由南極條約體系管理。

## 外部連結
. . United States Geological Survey.   [2011-05-20].
77°13′S 156°40′W / 77.217°S 156.667°W